# Sidi Mohamed Bilal
Sidi Mohamed Bilal N’Gara (ur. 23 grudnia 1987 w Teyarett) – mauretański piłkarz grający na pozycji środkowego obrońcy. Od 2021 jest zawodnikiem klubu ASC Police.

## Kariera klubowa
Swoją karierę piłkarską Bilal rozpoczął w klubie Nasr Zem-Zem. W sezonie 2013/2014 zadebiutował w jego barwach w pierwszej lidze mauretańskiej. W latach 2014–2016 grał w ACS Ksar, z którym zdobył Puchar Mauretanii w 2015 roku. W sezonie 2016/2017 występował w FC Deuz, a w latach 2017-2021 był piłkarzem FC Tevragh-Zeina. Dwukrotnie został z nim wicemistrzem Mauretanii w sezonach 2019/2020 i 2020/2021 oraz zdobył puchar tego kraju w 2020. W 2021 przeszedł do ASC Police.

## Kariera reprezentacyjna
W reprezentacji Mauretanii Bilal zadebiutował 12 sierpnia 2017 w zremisowanym 2:2 meczu Mistrzostw Pucharu Narodów Afryki 2018 z Mali, rozegranym w Nawakszucie. Od 2017 do 2018 wystąpił w kadrze narodowej 5 razy.